# Луиз Ърдрич
Луиз Ърдрич (на английски: Louise Erdrich) е американска поетеса и писателка на произведения в жанра драма, лирика, детска литература и документалистика.

## Биография и творчество
Луиз Ърдрич е родена на 7 юни 1954 г. в Литъл Фолс, Минесота, САЩ. Тя е първото от седемте деца, на Ралф Ърдрич и Рита Гурно. Майка ѝ е с индиански произход от племето оджибве, а баща ѝ е от немски произход. И двамата родители преподават в интернат към Бюрото по индиански въпроси.
Отраства в Уапитън, Северна Дакота. Дядо ѝ, Петрис Гурно, е племенен председател на резервата Планина на костенурките, я е учил на култура и религия. Той, заедно с майка ѝ и баба ѝ, ѝ разказват много истории за живота в резервата по време на Голямата депресия от 30-те години, както и други истории за индианците. От малка става запалена читателка и сама започва да пише истории подкрепена от семейството. Примерът на дядо ѝ я вдъхновява в бъдеще за създаването на героя Отец Дамиен, който се появява в много от нейните романи.
Завършва католическо училище в Уоптън. В периода 1972 – 1976 г. следва английска филология в Дартмутския колеж, и част от първите жени приети в него. По време на първата си година Ердрих се запознава с Майкъл Дорис, антрополог, писател и тогавашен директор на новата програма за изучаване на коренните американци. Вдъхновена от него, започва да пише стихове и разкази, интегриращи нейното наследство от оджибве и през 1975 г. е отличена с наградата на Академията на поетите. За да се издаржа работи на различни места, включително като редактор във вестника на индийския съвет в Бостън. През 1976 получава бакалавърска степен по изкуства.
След дипломирането си в продължение на две години работи като гостуващ поет и учител в Съвета по изкуствата в Дакота. През 1978 г. се записва в магистърска програма в Университета Джон Хопкинс в Балтимор, Мериленд, откъдето през 1979 г. получава магистърска степен по творческо писане.
Една година работи като директор на комуникациите и редактор за вестник „The Circle“, спонсориран от Бостънския индиански съвет, а след това работи като писател на учебници към „Charles Merrill Company“.
Завръщайки се в Дартмутския колеж подновява сътрудничеството си с Майкъл Дорис. Омъжва се за него на 10 октомври 1981 г. Отглеждат три деца, които Дорис е осиновил като самотен родител, и три биологични деца заедно – Персия, Медълин, Аза Марион, Джефри, Ейбъл, Палас. Двамата стават съавтори на няколко творби. Разделят се през 1995 г. след обвинения от децата в насилие от страна на Майкъл Дорис, а бракът им приключва през се през 1997 г. след самоубийството му. През 2001 г., след временна връзка, Ърдрич ражда дъщеря си Азур.
През 1979 г. получава литературната награда „Нелсън Алгрен“ за разказа „Най-големият рибар в света“. Той е история за Джун Кашпау, разведена жена от Оджибве, чиято смърт от хипотермия събира роднините ѝ за погребението ѝ. Впоследствие разказът става първата глава на дебютния ѝ роман „Магия за обич“ публикуван през 1981 г. Романът получава националната награда на кръга на критиците на книгата за художествена литература през 1984 г., наградата „Сю Кауфман“ за най-добра първа книга и наградата „Вирджиния Маккормик Скъли“, като и други награди. Романът става първият от поредицата „Аргус“, истории за няколко поколения от три семейства оджибве, живеещи в Аргус, Северна Дакота, между 1912 и 80-те години.
През 1983 г. Ърдрич получава наградата „Пушкарт“ за стихотворението си „Индийски пансион“ и Националната награда на списанието за художествена литература за разказа си „Везни“.
В произведенията на писателката често се случват странни неща, но тя отхвърля етикета „магически реалист“, като твърди, че дори и най-необичайните събития се основават на неща, които наистина са се случили, неща, които тя е намерила документирани във изрезки от вестници и книги. Тя събира книги и записва истории за странни и свръхестествени събития, които е чувала, както и прави исторически изследвания, особено за семейната история и местната история около Северна Дакота.
В допълнение към художествената литература и поезията, Ердрих публикува и научна литература. „The Blue Jay's Dance“ (Танцът на синята сойка) от 1995 г. е за бременността и раждането на първото ѝ дете, а „Books and Islands in Ojibwe Country“ (Книги и острови в страната Оджибве) проследява пътуванията ѝ в северните езера на Минесота и Онтарио след раждането на последната ѝ дъщеря. От края на 90-те години Ердрих се фокусира върху изучаването на езика оджибве и изучаването на културата и традициите на нейното племе, включително неговата мистика.
През 1999 г. Ърдрич и трите ѝ най-малки деца се преместват в Минеаполис, за да бъдат по-близо до родителите си в Северна Дакота. През юли 2000 г. тя и нейната сестра Хайди отварят книжарницата „Birchbark Books, Herbs и Native Arts“. Освен книги, в него продават местно изкуство и традиционни лекарства, както и индиански бижута.
Книгата ѝ „Нашествието на дивите гълъби“ от 2009 г. получава номинация за наградата „Пулицър“.
През 2015 г. Ърдрич е удостоена с наградата на Конгреса на САЩ за американска художествена литература.
Луиз Ърдрич живее със семейството си в Минеаполис.

## Произведения

### Самостоятелни романи
- The Crown of Columbus (1991) – с Майкъл Дорис
- The Antelope Wife (1997) – издаден и като „The Antelope Woman“
- The Master Butcher's Singing Club (2003)
- Shadow Tag (2010)
- Future Home of the Living God (2017)
- The Night Watchman (2020)

### Серия „Аргус“ (Argus)
1. Love Medicine (1984)
Магия за обич, изд.: Профиздат, София (1987), изд. „Инфоспектър“ (1992), прев. Цветелина Николова
2. The Beet Queen (1986)
3. Tracks (1988)
4. The Bingo Palace (1994)
5. Tales of Burning Love (1996)
6. The Last Report on the Miracles at Little No Horse (1999)
7. Four Souls (2004)
8. The Painted Drum (2005)
Рисуваният барабан, сп. „Съвременник“ (2006), прев. Валентина Донкова

### Серия „Справедливост“ (Justice)
1. The Plague of Doves (2008)
Нашествието на дивите гълъби, изд.: ИК „Обсидиан“, София (2009), прев. Любомир Николов – Нарви
2. The Round House (2012) – национална награда на САЩ за литература
3. LaRose (2016)

### Сборници
- Jacklight (1984) – поезия
- Baptism of Desire (1989) – поезия
- Original Fire (2003) – поезия
- The Red Convertible (2009)

### Разкази
- ?? ()
Любовни капани, сп. „Съвременник“ (2005), прев. Милена Попова
- The reptile garden (2008)
Градината на влечугите, сп. „Съвременник“ (2013), прев. Маргарита Дограмаджян
- Nero (2012)
Нерон, сп. „Съвременник“ (2015), прев. Маргарита Дограмаджян
- The big cat (2014)
Голямата котка, сп. „Съвременник“ (2017), прев. Маргарита Дограмаджян

### Детска литература
- Grandmother's Pigeon (1996)
- The Range Eternal (2002)

#### Серия „Къща от брезова кора“ (Birchbark House)
1. The Birchbark House (1999)
2. The Game of Silence (2005)
3. The Porcupine Year (2008)
4. Chickadee (2012)
5. Makoons (2016)

### Документалистика
- Imagination (1982)
- Louise Erdrich, Interview (1987)
- Route Two (1990) – с Майкъл Дорис
- The Falcon (1994)
- The Blue Jay's Dance (1995) – мемоари
- Books and Islands in Ojibwe Country (2003) – пътеписи

### Екранизации
- 2019 Der Club der singenden Metzge